# Fisc EuroTour
De stichting FISC EuroTour is in 1994 opgericht met de specifieke doelstelling om het erfgoed van historische en klassieke auto’s te conserveren en meer in het bijzonder de Europese merken en types. Als promotie hiervoor werd gekozen voor het organiseren  van historische autoraces in West-Europa op de klassieke Grand Prix circuits, die de sfeer van de 50'er, 60'er en 70'er jaren 'ademden'.
De verwachting was, dat een dergelijke serie de conservatie en restauratie van bijzondere auto’s zou animeren, met als gevolg dat deze auto’s zo in hun originele staat en omgeving bewonderd konden worden.
De stichting is afhankelijk van lidmaatschapsgelden en donaties.

## Historie
In 1994, werd op het circuit van Zandvoort een test race georganiseerd als onderdeel van het eerste British Race Festival, waaraan nog vaak gerefereerd wordt als het British 'Rain' Festival. Vanwege de bar slechte weersomstandigheden, reden er uiteindelijk slechts 12 Austin Healey Sprite and MG Midget rijders mee.  
Ondanks een slechte opkomst, werd er toch besloten om in 1995 een volledige serie, bestaande uit zes evenementen, te organiseren. Al in het eerste jaar, stonden bekende circuits als Spa-Francorchamps (B), Zandvoort (NL), Nürburgring GP (D), Brands Hatch (UK) en Goodyear (LUX) op de wedstrijd kalender.
Startvelden groeiden snel naar gemiddelde velden van 30 auto’s, bestaande uit bijzondere auto’s zoals de Sebring Sprite, Lenham Sprite, Ashley Sprite, Jakobs Midget, Speedwell Sprite en natuurlijk de gewone 'Kikkeroog', de  AH Sprite Mk II - IV en de MG Midget Mk I - III.

## BMC 'A' Series
Met het opsteken van een recessie in 2003, werden de startvelden snel kleiner. Het economische klimaat dwong de stichting om terug te komen op het basis concept en een nieuwe en daarmee unieke serie te ontwerpen. Vanaf 2006, mogen alle auto’s uitgerust met een BMC 'A' series motor deelnemen aan de serie. Uitgaande van auto’s met min of meer hetzelfde gewicht en motor capaciteit, werd uiteindelijk een uitgebalanceerd reglement ontworpen.  De startvelden zijn een weerspiegeling van de Engelse auto industrie op zijn hoogtepunt, reden waarom British Motor Heritage Ltd toestemming verleende om de BMC rozet te gebruiken.

## Legendary Circuits Series
Op de Nordschleife (D) werd in 2006 een test race georganiseerd, voor een veelvoud aan interessante klassieke sport- en toerwagens. Deze succesvolle test was de directe aanleiding om de horizon andermaal te verleggen. Aldus werd aan een groter race publiek de mogelijkheid geboden om van dit legendarische circuit, maar ook van andere  klassieke circuits in Europa, te genieten. Een brede keus aan auto’s is geschikt, waardoor de doelstellingen van de stichting nu volledig gehaald worden.

## Referentie
- FISC EuroTour Home Page